# Pauline Coatanea
Pauline Coatanea (Saint-Renan,  6 de julio de 1993) es una balonmanista francesa que juega de extremo derecho en el Brest Bretagne Handball y en la selección francesa.

## Trayectoria
Coatanea empezó a jugar al balonmano a los 8 años en el Locmaria Handball, donde jugaba junto a Maud-Éva Copy. En 2011 se unió al equipo base de Arvor 29. En sus dos primeras temporadas disputó 6 partidos senior en la liga francesa.
En la 2012/13 fichó por el equipo de segunda división Nantes Loire Atlantique Handball con el que ganó la segunda división francesa en 2013 y ascendió a la primera división.
Siguió en el Nantes y, en la 2015/16 debutó en Europa, jugando la  Liga Europea de la EHF por primera vez en la historia del club, llegando a la tercera ronda. 
En 2017 volvió a Brest Bretagne HB, donde ganó la Copa de Francia de 2018 y 2021 y el campeonato de Francia de 2021. Esa misma temporada llegó a la final de la EHF European League.

### Clubes
- 2011–2012:  Arvor 29
- 2012–2017:  Nantes Loire Atlantique HB
- 2017–:  Brest Bretagne HB

### Selección nacional
Coatanea debutó con la selección francesa el 16 de marzo de 2017 contra Dinamarca.
Durante el Campeonato Europeo de 2018, celebrado en Francia, fue parte de la selección francesa que se alzó con el título continental.
En 2019, cuando partían como una de las favoritas para alzarse con el Campeonato del Mundo, el equipo francés en el que participaba Coatanea terminó en el puesto 13.º
En la Eurocopa de 2020 llegó a la final con la selección francesa, perdiendo ante Noruega y consiguiendo la medalla de plata. 
Fue durante los Juegos Olímpicos de 2020, dónde el equipo francés se alzó con la medalla de oro, Pauline anotó 20 goles en el torneo olímpico.

## Títulos

### Club
- 1 x Liga francesa (2021)
- 2 x Copa de Francia (2018, 2021)
- 1 x Liga francesa de 2ª división (2013)

### Selección nacional
- 1 x  Medalla de Oro en los Juegos Olímpicos (2020)
- 1 x  Medalla de oro en el Campeonato Europeo (2018)
- 1 x  Medalla de plata en el Campeonato Europeo (2020)

### Selección nacional juvenil
- 1 x  Medalla de plata en el Campeonato Mundial Juvenil Femenino IHF (2012)

### Premios individuales
- Mejor extremo derecho: All-Star del Campeonato Mundial Juvenil de 2012
- Mejor extremo derecha de la Liga francesa (2018, 2020)[17] [18]

### Honores
Miembro de la Legión de Honor con el grado de Caballero en 2021.